# Ingeniørvidenskab
Ingeniørvidenskab dækker områderne planlægning og styring af matematik, videnskab, økonomi, produktion, proces og produkter. Udøvere af ingeniørvidenskab kaldes ingeniører.

## Områder for ingeniørfag
Områderne er listet alfabetisk.
- Akustik
- Biokemi
- Biomedicinsk teknologi
- Bioteknologi
- Bygningsdesign
- Byggeledelse
- Bygningskonstruktion
- Computerteknologi
- Elektroteknik, Elektronik
- Energiteknologi
- Genetisk teknologi
- Geoteknik
- Hjerneingeniørvidenskab
- Informationsteknologi
- Kemiteknik
- Kommunikationsteknologi
- Landbrugsteknik
- Luftfartsteknik
- Maskinteknik
- Materialeteknologi
- Medikoteknik
- Miljøteknik
- Måleteknik
- Nanoteknologi
- Olie- og gasteknologi
- Plastteknologi
- Produktionsteknik
- Radioteknologi
- Rumfartsteknik
- Skibsteknik
- Softwareteknologi
- Søfartsteknik
- Telekommunikationsteknologi
- Transportteknik

## Ingeniørvidenskabsrelaterede emner
Emnerne er liste alfabetisk.
- Computer aided design (cad)
- Computer aided manufacturing (cam)
- Elektromagnetisme
- Etik
- Ingeniørgeologi
- Ingeniørøkonomi
- Kvalitet

- Model (fysik)
- Model (matematik)
- Omkostning
- Pålidelighed
- Reverse engineering
- SI-enhed
- Termodynamik